# Nancy Wyman

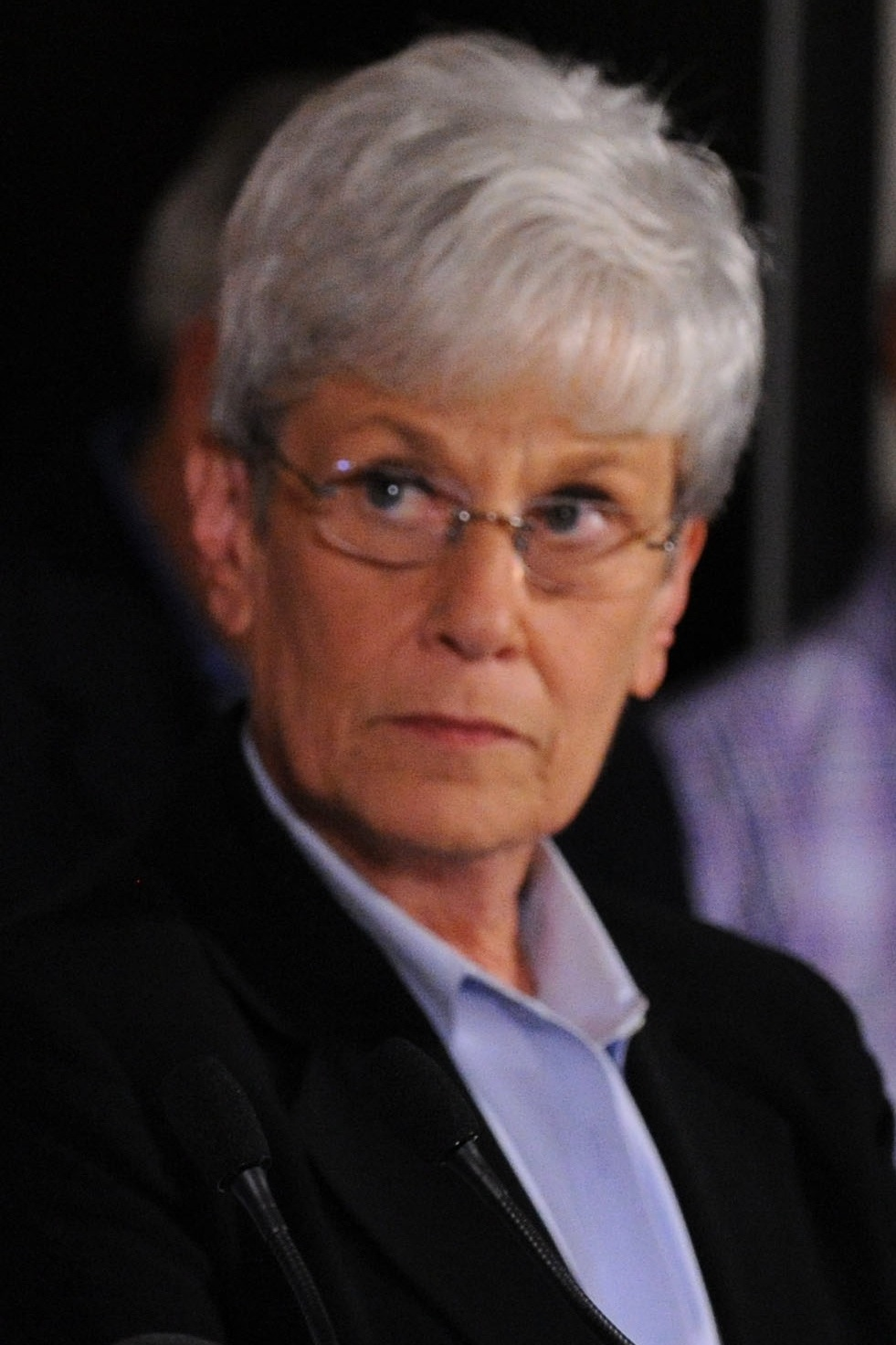
Nancy Wyman

Nancy S. Wyman (* 21. April 1946 in Tolland, Connecticut) ist eine US-amerikanische Politikerin. Von 2011 bis 2019 war sie Vizegouverneurin des Bundesstaates Connecticut.

## Werdegang
Nancy Wyman wuchs im New Yorker Stadtbezirk Brooklyn auf, wo ihr Vater als Buchhalter tätig war. Sie machte am Long Island College Hospital eine Ausbildung auf dem Gebiet der Röntgentechnologie. Später schlug sie als Mitglied der Demokratischen Partei eine politische Laufbahn in Connecticut ein. Zwischen 1979 und 1987 saß sie im Bildungsausschuss der Stadt Tolland; von 1987 bis 1995 war sie Abgeordnete im Repräsentantenhaus von Connecticut. Anschließend bekleidete sie zwischen 1994 und 2010 als erste Frau das Amt des State Comptroller. Außerdem war bzw. ist sie Mitglied einiger sozialer Einrichtungen ihrer Heimat.
Im Jahr 2010 wurde Nancy Wyman an der Seite von Dan Malloy zur Vizegouverneurin von Connecticut gewählt. Dieses Amt bekleidet sie seit dem 5. Januar 2011. Dabei ist sie Stellvertreterin des Gouverneurs und Vorsitzende des Staatssenats. Im Jahr 2014 wurden sowohl Malloy als auch Wyman in ihren Ämtern bestätigt. Nach der Gouverneurswahl 2018 endete ihr Mandat im Januar 2019 mit der Vereidigung von Ned Lamont und Susan Bysiewicz.